# Zavinek
Zavinek je naselje v Občini Škocjan.